# 中国共产党广州市纪律检查委员会
中国共产党广州市纪律检查委员会，简称中共广州市纪委，是中国共产党的副省级纪律检查机关，与广州市监察委员会合署办公。